# Спас Ганев
Спас Ганев Райчев е български офицер (подполковник), инженер и политик, министър на обществените сгради, пътищата и благоустройството (1935 – 1939).

## Биография
Спас Ганев е роден на 2 август (21 юли стар стил) 1888 година в Сливен. През 1908 година завършва Военното училище в София. През Балканските войни командва батарея в Шести артилерийски полк, а през Първата световна война – артилерийско отделение.
По време на военната си кариера служи в 1-ви главен огнестрелен склад, ШЗО и 6-о полско артилерийско отделение.
През 1921 година Ганев се уволнява от армията като подполковник и заминава в Германия, където през 1925 година завършва строително инженерство в Брауншвайг. В периода 1925 – 1934 година ръководи строителството на големи обекти, като Военната фабрика в Казанлък и съдебните палати на София и Русе. Между 1935 и 1939 година е министър на обществените сгради, пътищата и благоустройството в първото, второто и третото правителство на Георги Кьосеиванов.
През 1940 – 1944 година е народен представител, избран от Елховската избирателна колегия. Участва в т.нар. опозиция в мнозинството, настояваща за промени във външната и вътрешна политика. Не се ползва с доверието на Богдан Филов и затова не е допуснат за член на парламентарната комисия по благоустройство.
Не подкрепя промените в Закона за защита на държавата и при възможност помага на хора, подведени под отговорност по този закон. Благодарение на неговото застъпничество и свидетелстването пред Софийския военно-полеви съд през 1942 г. десет души комунисти, обвинени в шпионаж в полза на СССР, са спасени.
Димитър Пешев, подготвяйки писмото в защита на българските евреи, отива при него на консултация в дома му, тъй като той е болен, но на другия ден, когато писмото е изготвено, Спас Ганев не успява да го подпише.
След Деветосептемврийския преврат през 1944 година Спас Ганев е съден от Втори състав на т.нар. Народен съд за дейността си като народен представител. По време на процеса свидетели потвърждават неговото опозиционно спрямо политиката на Богдан Филов и Добри Божилов поведение и опитите му за промяна на политическия курс на властта. Софийският равин Ашер Хананел свидетелства, че Спас Ганев няма антисемитски прояви и се е опитвал да помага на евреите по отношение на законодателството.
Осъден е на смърт и е разстрелян на 1 февруари 1945 година в София. След падането на комунистическия режим в България присъдата е отменена от Върховния съд на 12 април 1996 година.

## Военни звания
- Подпоручик (2 август 1908)
- Поручик (22 септември 1911)
- Капитан (18 май 1915)
- Майор (27 февруари 1918)
- Подполковник (3 октомври 1937)